# Джейран-Болагі (Марказі)
Джейран-Болагі (перс. جيران بلاغي) — село в Ірані, у дегестані Гакімабад, у Центральному бахші, шахрестані Зарандіє остану Марказі. За даними перепису 2006 року, його населення становило 0 осіб, що проживали у складі 0 сімей.

## Клімат
Середня річна температура становить 15,96 °C, середня максимальна – 34,56 °C, а середня мінімальна – -5,71 °C. Середня річна кількість опадів – 237 мм.
| Клімат поселення                              | Клімат поселення | Клімат поселення | Клімат поселення | Клімат поселення | Клімат поселення | Клімат поселення | Клімат поселення | Клімат поселення | Клімат поселення | Клімат поселення | Клімат поселення | Клімат поселення | Клімат поселення |
| Показник                                      | Січ.             | Лют.             | Бер.             | Квіт.            | Трав.            | Черв.            | Лип.             | Серп.            | Вер.             | Жовт.            | Лист.            | Груд.            |                  |
| Середній максимум, °C                         | 10,65            | 12,77            | 17,22            | 23,88            | 28,86            | 33,84            | 34,56            | 33,79            | 29,85            | 23,17            | 16,61            | 10,52            |                  |
| Середня температура, °C                       | 2,45             | 4,58             | 9,04             | 15,70            | 20,67            | 25,66            | 28,72            | 27,96            | 24,00            | 17,33            | 10,78            | 4,70             |                  |
| Середній мінімум, °C                          | −5,71            | −3,62            | 0,85             | 7,52             | 12,48            | 17,46            | 22,87            | 22,11            | 18,16            | 11,50            | 4,94             | −1,14            |                  |
| Норма опадів, мм                              | 33               | 33               | 43               | 29               | 22               | 4                | 2                | 1                | 1                | 14               | 22               | 33               |                  |
| Середньомісячна швидкість вітру, м/с          | 1.40             | 2.06             | 2.65             | 3.02             | 2.80             | 2.76             | 2.84             | 2.70             | 2.32             | 2.21             | 1.98             | 1.43             |                  |
| Середньомісячна сонячна радіація, кДж/м²·день | 9147             | 11942            | 14455            | 18064            | 22116            | 26029            | 25723            | 23438            | 19828            | 14549            | 10819            | 8748             |                  |
| --------------------------------------------- | ---------------- | ---------------- | ---------------- | ---------------- | ---------------- | ---------------- | ---------------- | ---------------- | ---------------- | ---------------- | ---------------- | ---------------- | ---------------- |
| Джерело:                                      |                  |                  |                  |                  |                  |                  |                  |                  |                  |                  |                  |                  |                  |